# Comté de Gila
Le comté de Gila est un comté de l'État de l'Arizona aux États-Unis. Au recensement de 2020, il comptait 53 272 habitants. Son chef-lieu est Globe, mais c'est Payson la ville la plus peuplée du comté. 

## Démographie
| 1890  | 1900  | 1910   | 1920   | 1930   | 1940   |
| ----- | ----- | ------ | ------ | ------ | ------ |
| 2 021 | 4 973 | 16 348 | 25 678 | 31 016 | 23 867 |

| 1950   | 1960   | 1970   | 1980   | 1990   | 2000   |
| ------ | ------ | ------ | ------ | ------ | ------ |
| 24 158 | 25 745 | 29 255 | 37 080 | 40 216 | 51 335 |

| 2010   | 2020   | - | - | - | - |
| ------ | ------ | - | - | - | - |
| 53 597 | 53 272 | - | - | - | - |

## Zones et lieux protégés
- Salt River Canyon Wilderness
- Diamond Point Lookout Cabin